# Ачи Треца
Ачи Треца (итал. Aci Trezza) је насеље у Италији у округу Катанија, региону Сицилија.
Према процени из 2011. у насељу је живело 5000 становника. Насеље се налази на надморској висини од 20 м.